# Regione di Qostanay
La regione di Qostanay (in kazako Қостанай облысы?, Qostanay oblısı; in russo Костанайская область?, Kostanajskaja oblast') è una regione del Kazakistan, situata nella parte settentrionale del Paese ai confini con la Russia (oblast' di Orenburg, Čeljabinsk e Kurgan); confina inoltre con le regioni di Qaraǧandy, del Kazakistan Settentrionale e di Aqmola.

L'attuale territorio della regione deriva dalla fusione dei due precedenti oblast' di Kustanay e Turgay, ereditati dalla divisione amministrativa del periodo sovietico.
Il territorio regionale si estende per circa 600 chilometri in direzione nord-sud; si estende, per la parte meridionale, nella zona del Turgaj, comprendendo la zona detta Porta del Turgaj che la separa dai bassopiani steppici o semidesertici del Kazakistan centrale, dell'Uzbekistan occidentale e del Turkmenistan; anche il clima manifesta caratteristiche più "meridionali", in termini di temperature medie estive più alte e consistente aridità. La parte settentrionale della regione ha invece caratteri più vicini a quelli tipici siberiani; le estati meno calde, con temperature medie intorno ai 20 °C, e le precipitazioni lievemente maggiori quantitativamente (circa 300 mm) fanno sì che la vegetazione sia più ricca, comparendo in qualche caso anche macchie di conifere ().

Nella regione si trovano le sorgenti del fiume Tobol (kazako Tobyl), affluente dell'Irtyš.
La popolazione è, come in tutto il Paese, molto scarsa (densità 5 abitanti/km2). Il capoluogo è la città di Qostanay, che passa di poco i 220 000 abitanti; altre città di discreta dimensione e importanza sono Rudnyj e Arqalyq, ex capoluogo della regione del Turgaj.

## Distretti
La regione è suddivisa in 16 distretti (audan) e 4 città autonome (qalasy): Arqalyq, Lisakovsk, Qostanay e Rudnyj.
I distretti sono:
- Altynsarin
- Amangeldí
- Äulieköl
- Denisov
- Fedorov
- Meńdíqara
- Nauyrzym
- Qamysty
- Qarabalyq
- Qarasu
- Qostanay
- Saryköl
- Taran
- Ūzynköl
- Zhangeldí
- Zhítíqara